# Тишкино (Новотор'яльський район)
Ти́шкино (рос. Тишкино, марій. Тумерсола) — присілок у складі Новотор'яльського району Марій Ел, Росія. Входить до складу Пектубаєвського сільського поселення.

## Населення
Населення — 28 осіб (2010; 29 у 2002).
Національний склад (станом на 2002 рік):
- марійці — 62 %
- росіяни — 38 %